# .tj
.tj — национальный домен верхнего уровня Республики Таджикистан. Зарегистрировать домены в зоне .tj может любое физическое или юридическое лицо, резидент или нерезидент Таджикистана.

## Домены 2 уровня
Для регистрации доменов третьего уровня могут использоваться следующие домены:
- ac.tj
- aero.tj
- biz.tj
- co.tj
- com.tj
- coop.tj
- edu.tj
- go.tj
- gov.tj
- info.tj
- int.tj
- mil.tj
- museum.tj
- my.tj
- name.tj
- net.tj
- pro.tj
- org.tj
- web.tj

## История
11 декабря 1997 года был зарегистрирован домен верхнего уровня .TJ 
В 2003 году управление регистрацией доменных имен было передано Информационно-техническому центру исполнительного аппарата Президента Республики Таджикистан.
29 января 2004 года были зарегистрированы первые домены в зоне TJ.
В 2007 году была открыта регистрация доменов .tj для граждан других стран.

## Процедура разрешения доменных споров
Споры, возникающие при регистрации доменных имен в зоне TJ, разрешаются в соответствии с Единой Политикой Разрешения Доменных Споров.

## Регистраторы доменов
В настоящее время в Таджикистане 9 аккредитованных регистраторов:
| Регистратор    | Сайт             |
| -------------- | ---------------- |
| Таджиктелеком  | www.tojnet.tj    |
| Babilon-T      | www.babilon-t.tj |
| AW Media Group | www.domain.tj    |
| Eastera        | www.eastera.tj   |
| GET.TJ         | www.get.tj       |
| Intercom       | www.intercom.tj  |
| Promotion      | www.promotion.tj |
| ISM.TJ         | www.ism.tj       |
| NUKTA.TJ       | www.nukta.tj     |